# Syster Angelica
Syster Angelica (italienska: Suor Angelica) är en opera i en akt med musik av Giacomo Puccini. Librettot skrevs av Giovacchino Forzano. Operan ingår i Triptyken, där de två övriga enaktarna är Gianni Schicchi och Manteln. De utgör tillsammans ett helaftonsprogram, men har inget inbördes sammanhang.

## Historia
Sedan Puccini skrivit Manteln färdig letade han ihärdigt efter ett underlag till ytterligare två enaktare för att kunna förverkliga sin idé om en triptyk. 1917 hittade han både Syster Angelica och Gianni Schicchi, och efter att ha komponerat Syster Angelica spelade han den i det kloster i Vicepelago där hans syster Iginia var nunna. Musiken och historien gjorde djupt intryck på nunnorna, vilket Puccini tog som bevis för att han hade fångat den rätta klosterstämningen.
Hela Triptyken hade urpremiär på Metropolitan Theatre i New York den 14 december 1918. Den svenska premiären ägde rum på Stockholmsoperan den 20 november 1920.
Operan har haft det sämre förspänt på scenerna än de båda andra operorna, vilket kan skyllas på verkets klangliga monotoni med enbart kvinnoröster, samt den grovt sentimentala och salvelsefulla handlingen. Musikdramatiskt sett är det emellertid ett verk av yttersta förfining med många exempel på utsökt personkarakteristik. Puccini själv hade en mycket hög tanke om operan.

## Roller
- Syster Angelica (Sopran)
- Furstinnan, hennes faster (Alt)
- Abbedissan (Mezzosopran)
- Syster Zelatrice (Mezzosopran)
- Novisernas lärarinna (Mezzosopran)
- Syster Genoveva (Sopran)
- Syster Osmina (sopran)
- Syster Dolcina (Sopran)
- Syster Infermiera (Mezzosopran)
- 2 tiggarsystrar (Sopraner)
- 2 noviser (Sopran, mezzosopran)
- 2 lekmannasystrar (Sopran, mezzosopran)
- Nunnor, noviser, änglaröster (kör)

## Handling

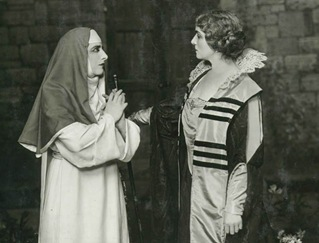
Scen med Geraldine Farrar som Angelica och Flora Perini som Furstinnan vid urpremiären 1918.

Operan utspelar sig i ett kloster i Siena på 1600-talet. Angelica har varit nunna i sju år och spärrades in, visar det sig senare, eftersom hon fått ett utomäktenskapligt barn. Hon har inget hört från sin familj eller om barnet. Men nu kommer hennes moster, furstinnan, och hon får veta att barnet dött för två år sedan. I sin förtvivlan tar hon gift och ber till Jungfru Maria att hon inte ska låta henne dö i synd. I dödsögonblicket får hon en syn av den heliga jungfrun som leder barnet mot henne och en himmelsk kör sjunger om förlåtelse.

## Kända arior
- Senza mamma (Angelica)
- Nel silenzio (Furstinnan)

## Diskografi (urval)
- Il trittico: Suor Angelica. Gheorghiu, Alagna, Gallardo-Domâs, Manca di Nissa, Palmer. London Voices. Tiffin Boy's Choir. Philharmonia Orchestra. Pappano, dirigent. EMI 5 565 872-2.[2]